# امیرحسین رهبر
امیرحسین رهبر  (زاده ‎۲ آذر ۱۳۷۷) بازیکن واترپلو اهل ایران است. از افتخارات وی میتوان به کسب مدال برنز در بازی‌های آسیایی ۲۰۱۸ اشاره کرد.